# Lucas Olaza
Lucas René Olaza Catrofe (nascut el 21 de juliol de 1994) és un futbolista professional uruguaià que juga com a lateral esquerre al FC Krasnodar.

## Carrera de club
Olaza va néixer a Montevideo. Després de graduar-se al sistema juvenil del River Plate, va fer el seu debut professional el 19 de febrer de 2012, en una derrota a domicili per 3-2 contra el Nacional.
El 7 de gener de 2014, Olaza es va unir a l'Atlètic Paranaense brasiler de la Sèrie A, en un contracte de cessió d'una temporada. Va debutar a la Sèrie A el 20 d'abril, jugant els últims 23 minuts en una victòria a casa per 1-0 contra el Grêmio.
El 29 de juliol de 2015, Olaza es va traslladar al RC Celta de Vigo de la Lliga, inicialment destinat a les reserves de Segona Divisió B. Després d'acabar la seva cessió, va tornar al seu país d'origen i es va unir al Danubio.
El 27 de juliol de 2017, Olaza va acordar un contracte de tres anys amb Talleres de Córdoba, ja que el club va comprar el 70% dels seus drets federatius. L'1 d'agost de l'any següent, es va traslladar al Boca Juniors de la Primera Divisió argentina, ajudant a l'equip a arribar a la final de la Copa Libertadores 2018.
El 31 de gener de 2019, Olaza va tornar al Celta, aquest cop destinat a la plantilla principal després d'haver acceptat una cessió de sis mesos. Va debutar amb el Celta el 30 de març de 2019, començant com a titular en una victòria per 3-2 contra el Vila-real CF, on va donar l'assistència per al segon gol. A partir d'aquest punt, va seguir sent una part integral de l'onze titular, i finalment va ajudar l'equip a escapar del descens a la darrera jornada. Després de les seves bones actuacions, la seva cessió es va prorrogar un any més el 2 de juliol de 2019.
L'1 de febrer de 2021, Olaza es va incorporar al Reial Valladolid cedit fins a final de temporada. El trasllat es va fer permanent l'estiu del 2021, quan va signar un contracte fins al juny del 2025.
El 31 de gener de 2022, Olaza va tornar a la primera categoria després d'acordar un contracte de préstec amb l'Elx CF, amb una clàusula de compra.
El 6 d'agost de 2023, Olaza va signar un contracte amb el club de la Lliga Premier Russa FC Krasnodar per dos anys, amb una opció condicional per a un tercer any.